# Pteropus woodfordi
Pteropus woodfordi (Крилан Вудфорда) — вид рукокрилих, родини Криланових.

## Поширення, поведінка
Країни поширення: Соломонові острови. Вид був записаний від рівня моря до 1230 м над рівнем моря. Зустрічається в найрізноманітніших типах місць проживання. Він був записаний від низовинних садів, до зрілого лісу.